# Luis Hernández Rodríguez
Luis Hernández Rodríguez (Madrid, 14 d'abril de 1989) és un futbolista professional madrileny que juga com a defensa central pel Cadis CF.

## Trajectòria esportiva

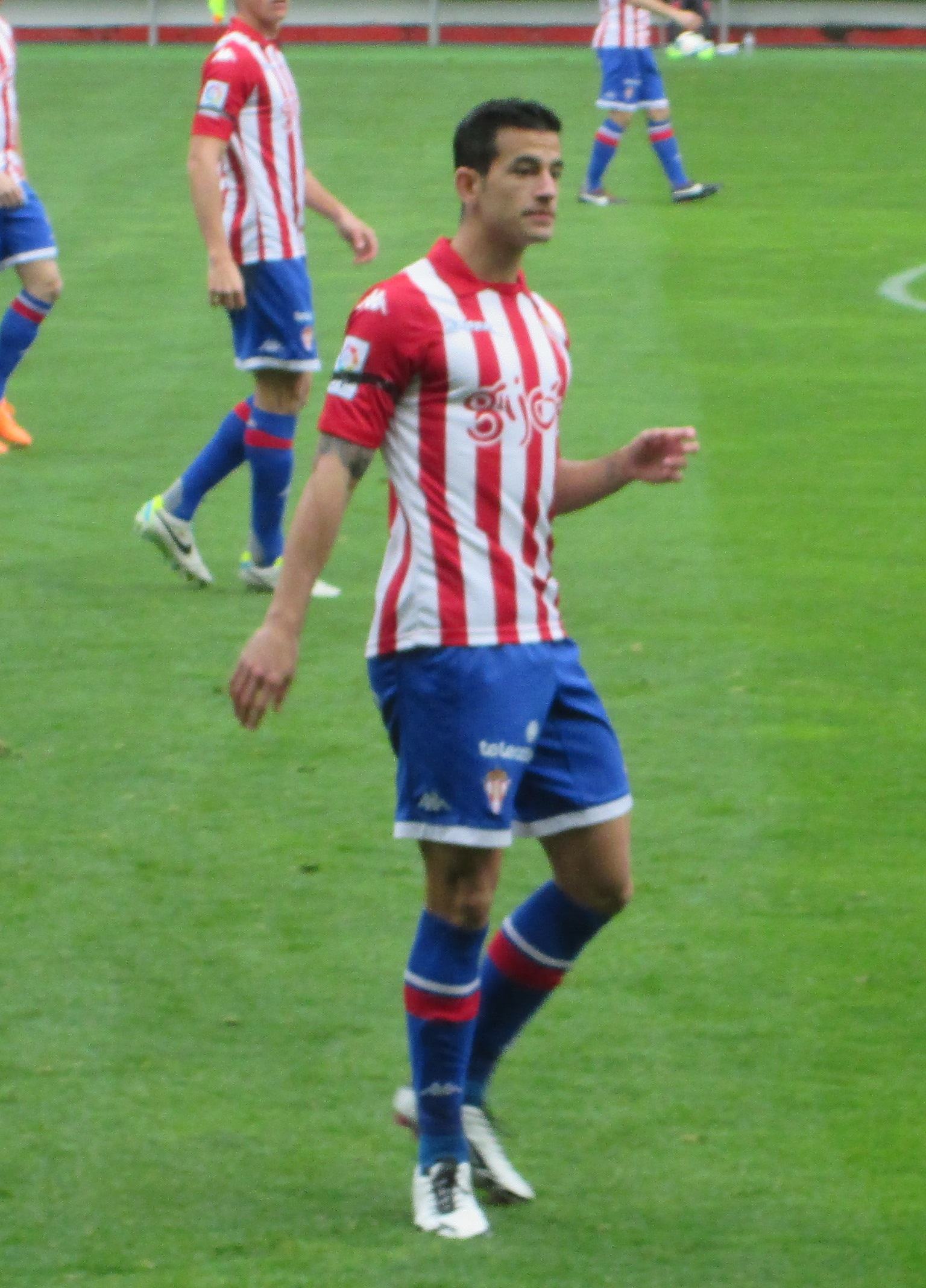
Hernández jugant per l'Sporting de Gijón.

Hernández va formar-se amb el Reial Madrid CF, i va debutar com a sènior a l'equip C i posteriorment al B. L'agost de 2011 va estar a punt de fitxar pel club K.A.A. Gent de la Lliga belga de futbol, però finalment no se signà el contracte.
El gener de 2012, Hernández va provar amb el Getafe CF B. Malgrat tot, va signar un contracte de 18 mesos amb l'Sporting de Gijón, per jugar amb el segon equip a la segona divisió B. El 2 de setembre va fer el seu debut professional, jugant els 90 minuts en un empat 0–0 fora de casa contra el Racing de Santander a la Segona divisió.
El 31 de gener de 2013 Hernández fou promocionat al primer equip, conjuntament amb Borja López. Va acabar la temporada 2012–13 com a titular indiscutible, jugant 21 partits (1660 minuts en total).
Hernández va jugar continuadament en les temporades següents, 38 partits la temporada 2013–14 i 41 la temporada 2014–15. Va marcar el seu primer gol com a professional el 24 de novembre de 2013, marcant el primer d'una victòria per 3–1 a fora contra el CD Lugo.
Hernández va debutar a La Liga el 23 d'agost de 2015, jugant com a titular en un empat 0–0 contra el Reial Madrid CF.

### Leicester City

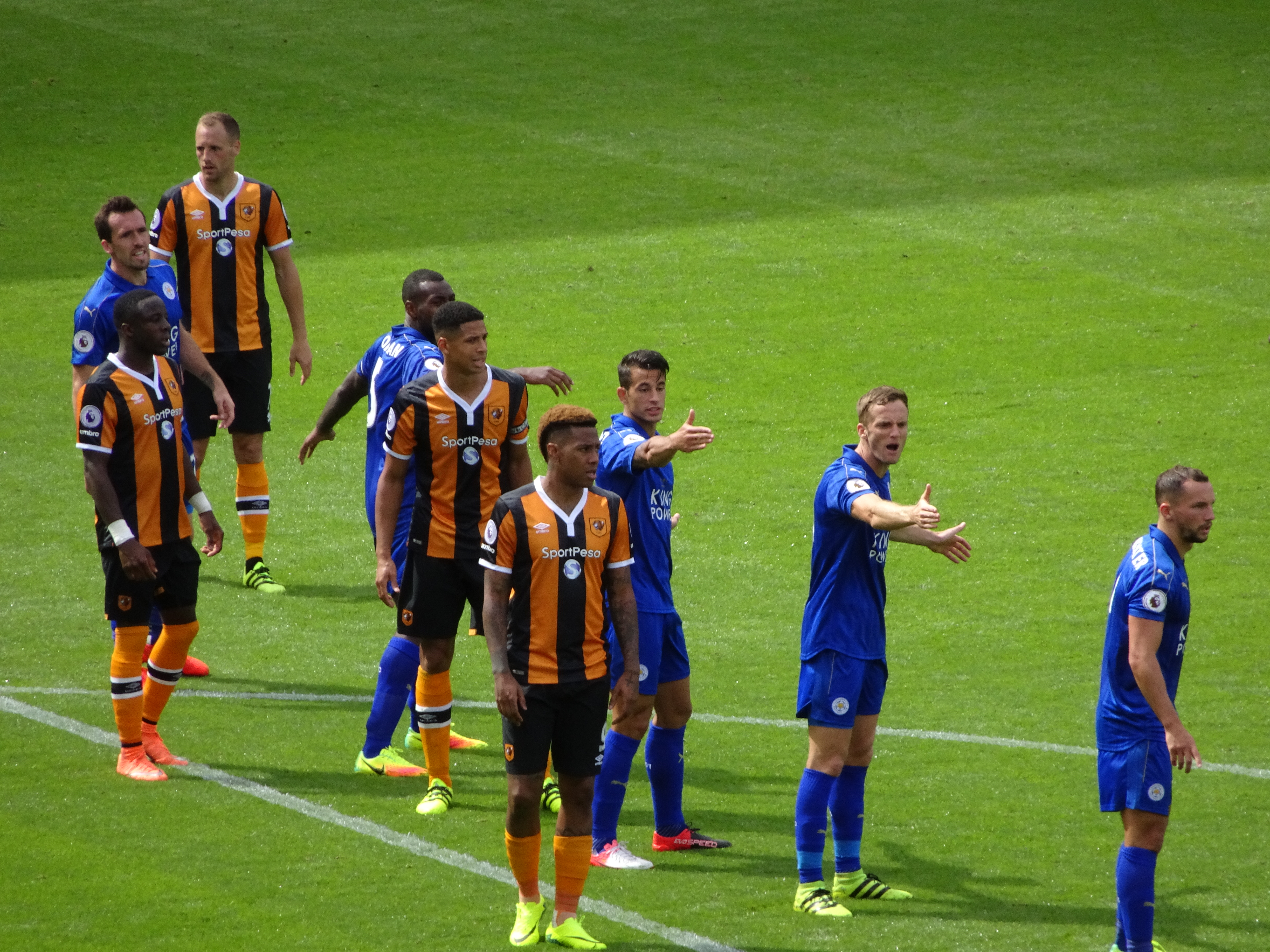
Hernández (centre) en un partit de lliga contra el Hull City AFC al KCOM Stadium l'agost de 2016

El 21 de juny e 2016, com a agent lliure, va signar contracte amb el Leicester City FC de la Premier League, per quatre anys. Va debutar en competició el 7 d'agost, entrant al minut 63 com a suplent de Danny Simpson en una derrota per 2-1 a la FA Community Shield contra el Manchester United FC. Va debutar a la Lliga de Campions de la UEFA el 14 de setembre, en una victòria per 3-0 a la fase de grups contra el Club Brugge KV.
Hernández no va aconseguir guanyar-se la titularitat durant la temporada 2016–17, i va quedar habitualment a la banqueta. El gener de 2017, el Màlaga CF s'hi va interessar, per obtenir-ne la cessió.

### Màlaga
El 24 de gener de 2017, després d'haver passat tot just sis mesos a Anglaterra, Hernández va retornar a la lliga espanyola i va fitxar pel Màlaga, amb contracte per tres anys i mig. Va debutar amb el club tres dies després, en un empat 1–1 a fora contra el CA Osasuna.

### Maccabi Tel Aviv
Hernández va fitxar pel Maccabi Tel Aviv FC de la lliga israeliana el 5 d'octubre de 2020, signant un any de contracte amb un altre d'opcional. L'equip acabà segona la Premier League d'Israel en la seva primera temporada, la 2020-21, i ell va marcar en el temps afegit per ajudar el seu equip a derrotar el Hapoel Tel Aviv FC per 2–1 a la final de la Copa estatal 2020-21.

### Cadis
El 31 de gener de 2022, Hernández va retornar a la primera divisió espanyola, en signar un contracte de 18 mesos contra el Cadis CF.